# 't Veld (natuurdomein)
Het Provinciedomein 't Veld is een natuur- en recreatiegebied in de West-Vlaamse gemeente Ardooie, direct ten westen van de kom van het dorpje 't Veld gelegen.
Het 44 ha grote gebied was oorspronkelijk het domein van het Kasteel van Ardooie, en bestaat uit park met vijvers en bos. Het kasteel is particulier bezit, maar het domein is vrij toegankelijk en er zijn wandelpaden door en om het domein uitgezet die ook langs de Rysselendemolen en het historische Veldkruis, dat zich aan de rand van het gebied bevindt.
Er zijn ook recreatieve voorzieningen zoals een cafetaria, bootverhuur en dergelijke.